# Shinya Yamanaka
Shinya Yamanaka (japonès: 山中 伸弥, Yamanaka Shin'ya; Higashiosaka, 4 de setembre de 1962) és un metge i investigador japonès especialitzat en l'estudi de les cèl·lules mares adultes. Treballa actualment com a director del Center for iPS Cell Research and Application i és professor a l'Institute for Frontier Medical Sciences a la Universitat de Kyoto. També és investigador sènior als Instituts J. David Gladstone, afiliats a la UCSF, a San Francisco i alhora professor d'anatomia a la Universitat de Califòrnia a San Francisco (UCSF). Yamanaka és a més el president de la Societat Internacional for Stem Cell Research (ISSCR).
Va rebre el Premi Wolf de medicina el 2011 amb Rudolf Jaenisch, el Millennium Technology Prize el 2012 amb Linus Torvalds i el 8 d'octubre de 2012 el Premi Nobel de Medicina o Fisiologia conjuntament amb John B. Gurdon.

## Educació
Yamanaka va néixer a Higashiosaka. Després de graduar-se a l'institut Tennoji annex a la Universitat Kyoiku d'Osaka, va rebre el seu doctorat en medicina (MD) a la Universitat de Kobe el 1987 i el seu doctorat (PhD) a l'Escola de Graduats de la Universitat de la Ciutat d'Osaka el 1993. Després, va dur a terme una estada de cirurgia ortopèdica a l'Hospital Nacional d'Osaka i va aconseguir una beca postdoctoral a l'Institut Gladstone de Malalties Cardiovasculars, centre afiliat a la Universitat de Califòrnia a San Francisco.

## Carrera professional
Entre 1987 i 1989, Yamanaka va ser metge resident en cirurgia ortopèdica a l'Hospital Nacional d'Osaka. La seva primera operació va consistir a retirar un tumor benigne del seu amic Shuichi Hirata, tasca que no va poder completar passada una hora, quan un cirurgià hàbil pot fer-la en uns deu minuts. Alguns dels seus mentors l'anomenaven "Jamanaka", un joc de paraules amb la paraula japonesa per a designar "obstacle".
Del 1993 al 1996, va estar a l'Institut Gladstone de Malalties Cardiovasculars on hi havia una atmosfera de llibertat i possibilitat de parlar amb els companys amb franquesa. Entre el 1996 i el 1999, va ser professor ajudant a l'Escola Mèdica de la Universitat de la Ciutat d'Osaka, però va acabar cuidant dels ratolins en lloc de fer recerca.
La seva dona el va aconsellar que es fes metge practicant, però en lloc d'això va demanar una posició a l'Institut de Ciència i Tecnologia de Nara. Va manifestar que volia aclarir les característiques de les cèl·lules mare embrionàries i que ho aconseguiria, i aquesta actitud optimista va ser clau a l'hora d'aconseguir el lloc. Des de 1999 va exercir com a professor associat al centre i en 2003 va començar a exercir de professor titutlar, on va iniciar la recerca que més tard el duria a guanyar el Premi Nobel el 2012. Des de l'any 2004 treballa com a professor per a centres dependents de la Universitat de Kyoto en primer lloc a l'Institut Frontier de Ciències Mèdiques i, des de 2010, al Center per la Recerca i Aplicació de les Cèl·lules Pluripotents Induïdes. Actualment, Yamanaka és director i professor al Centre de Recerca i Aplicació de Cèl·lules iPS, a la Universitat de Kyoto.